# مارتین اسپرنگلینگ
مارتین اِسپرِنگلینگ (به انگلیسی: Martin Sprengling) خاورشناس اهل ایالات متحدهٔ آمریکا بود که در حوزهٔ ادیان و زبان‌های خاورمیانه و ایران باستان پژوهش می‌کرد. او از دانشگاه شیکاگو درجهٔ دکتری گرفت، سپس استاد زبان عربی و پژوهش‌های اسلامی همان دانشگاه شد.

## فعالیت‌های علمی
اسپرنگلینگ از ژانویهٔ ۱۹۳۳ تا اکتبر ۱۹۴۰ سردبیر نشریهٔ آمریکایی زبان‌ها و ادبیات سامی بود و چندین مقالهٔ علمی در موضوع‌های گوناگون نوشت و در همین نشریه و دیگر نشریات خاورشناسی به چاپ رساند.
نخستین کار وی همکاری در تدوین «فهرست توصیفی نسخه‌های خطی کتابخانه‌های دانشگاه شیکاگو» بود؛ با این حال، پاپیروس‌های آرامی الفانتین و نوشته‌های عبری و عربی از جمله موضوعاتی بودند که وی در نخستین دورهٔ فعالیت‌های علمی‌اش، پژوهش‌هایی دربارهٔ آن‌ها انجام داد و نتایج آن‌ها را در چند مقاله و کتاب منتشر کرد. سپس به پژوهش دربارهٔ ایران باستان و به‌ویژه دورهٔ ساسانی روی آورد، مقاله‌هایی به زبان‌های انگلیسی و آلمانی دربارهٔ واژه‌های پهلوی و کتیبه‌های پهلوی نوشت و بر اساس کتیبه‌ها، پژوهش‌هایی دربارهٔ دو شخصیت مهم اوایل دورهٔ ساسانی، یعنی شاپور یکم و کرتیر انجام داد.
پژوهش جامع وی بر روی کتیبه‌های یافت‌شده در بنای موسوم به کعبهٔ زردشت، که حاصل آن به سال ۱۹۵۳ در کتابی با عنوان ایران در سدهٔ سوم میلادی، شاپور و کردیر منتشر شد مهم‌ترین اثر اوست.
اسپرنگلینگ مقاله‌هایی هم دربارهٔ نوشته‌های مانوی و مهرها و سکه‌های ساسانی نوشت. در مقالهٔ مفصلی نیز با عنوان «از عربی تا فارسی» به گوشه‌هایی از ارتباط این دو زبان پرداخت.